# 薛福成故居建筑群
31°34′21″N 120°17′29″E / 31.57262°N 120.29141°E
薛福成故居建筑群，又名“钦使第”，为近代中国著名思想家、外交家、维新派代表人物薛福成及家眷的居所。

## 特点
薛福成故居建筑群位于江苏无锡老城内，健康路西侧，南起学前街，北至前西溪，建于清光绪十六至二十年（1890年-1894年），是江苏省现存规模最大的近现代官僚宅第之一。2001年，薛福成故居建筑群被列为了第五批全国重点文物保护单位。
故居建筑群规模宏大，布局合理，占地超过21000平方米，建筑面积5600平方米。建筑分中、东、西三路，前窄后宽，中路自南向北分别为照壁、门厅、正厅、房厅、转盘楼和后花园；东路为花厅、戏台、仓厅及廒仓等；西路有偏厅、杂屋及藏书楼等。
薛福成是近代中国著名思想家、外交家、维新派代表人物，在清政府的内政外交上都取得了很大的成就，清廷因此授予了钦使第，光绪帝在其竖匾上御笔亲题了“钦使第”三字。但并未提供钱款，现在的故居建筑群是由薛氏家族自己出资建造的。

## 相关
- 薛福成墓及坟堂屋